# Júnior Baiano
Júnior Baiano, teljes nevén: Raimundo Ferreira Ramos Júnior (Feira de Santana, 1970. március 14. –), brazil válogatott labdarúgó.
A brazil válogatott tagjaként részt vett az 1989-es Copa Américán és az 1997-es konföderációs kupán és az 1998-as világbajnokságon.

## Sikerei, díjai
Flamengo
- Carioca bajnok (2): 1991, 2004
- Brazil bajnok (1): 1992
- Brazil kupagyőztes (1): 1990

Vasco da Gama
- Brazil bajnok (1): 2000
- Copa Mercosur győztes (1): 2000

São Paulo
- Copa CONMEBOL győztes (1): 1994
- Recopa Sudamericana győztes (1): 1994

Palmeiras
- Copa Libertadores győztes (1): 1999
- Copa Mercosur győztes (1): 1998

Brazília
- Világbajnoki döntős (1): 1998
- Konföderációs kupa győztes (1): 1997